# Пайн, Наташа
Наташа Пайн (англ. Natasha Pyne; род. 9 июля 1946, Кроли, Западный Суссекс) — британская актриса, известная по фильмам «Укрощение строптивой» и «Нарушение Бамбо».

## Биография
Пайн родилась 9 июля 1946 года в Кроли, Суссекс.
Она начала свою карьеру актрисы с выступления в постановке «Недопустимое доказательство» в театре Ройал-Корт в 1964 году. Она играла Офелию в постановке Гамлета в Open Space Theatre в июле 1969 года. Пайн также играла в постановках «Тетя Чарли» и Как важно быть серьёзным в театре Янг-Вик в 1977 году. Она вернулась в Ройал-Корт в 1990 году.
Пайн сыграла Бьянку в фильме «Укрощение строптивой» наряду с Элизабет Тейлор и Ричардом Бёртоном. Другие работы Пайн в кино включают роли в таких фильмах, как «Нарушение Бамбо», «Сумасшедший дом» и «Пропавший динозавр». Наиболее известная её работа в кино — это роль Анны Гловер в телевизионном ситкоме «Отец, дорогой отец», который шёл с 1968 по 1973 год. Она также сыграла в эпизоде сериала «Чисто английское убийство». Пайн также играла в пьесах BBC Radio 4.

### Личная жизнь
В 1971 году Пайн вышла замуж за актёра, Пола Копли. Супруги любят путешествовать, они посетили множество стран, включая Россию, Северную Азию и Сингапур.

## Избранная фильмография
- Дьявольский пиратский корабль (1964)
- Идол (1966)
- Кто убил кошку? (1966)
- Укрощение строптивой (1967)
- Нарушение Бамбо (1970)
- Отец, дорогой отец (1973)
- Сумасшедший дом (1973)
- Пропавший динозавр (1975)